# John Feinberg
John Samuel Feinberg (Dallas, 2 de abril de 1946) é um teólogo, autor e professor de teologia bíblica e sistemática americano. Atualmente, ele atua como presidente do Departamento de Teologia Bíblica e Sistemática da Trinity Evangelical Divinity School, em Deerfield, Illinois. É um notável expertise em Teodicéia.

## Obras

### Livros
- Feinberg, John S. (1979). Theologies and Evil. Washington, DC: University Press of America. ISBN 978-0-819-10839-5. OCLC 5819758
- ———; Feinberg, Paul D. (1993).  1st, ed. Ethics for a Brave New World. Wheaton, IL: Crossway Books. ISBN 978-1-433-51696-2[2]
- ——— (1994). The Many Faces of Evil: Theological Systems and the Problem of Evil 1st ed. Grand Rapids, MI: Zondervan. ISBN 978-1-433-51696-2[3]
- ——— (1997). Deceived By God?: A Journey Through Suffering. Wheaton, IL: Good News Publishing. ISBN 978-0-891-07886-9[4]
- ——— (2004). Where Is God: A Personal Story of Finding God in Grief and Suffering Revis ed. [S.l.]: B&H Publishing. ISBN 978-0-805-43041-7
- ——— (2004). The Many Faces of Evil: Theological Systems and the Problem of Evil Revis and expanded ed. Wheaton, IL: Crossway Books. ISBN 978-1-581-34567-4
- ——— (2005). No One Like Him: The Doctrine of God. Col: Foundations of Evangelical Theology. Wheaton, IL: Crossway Books. ISBN 978-1-581-34275-8[5]
- ———; Feinberg, Paul D. (2010). Ethics for a Brave New World (2nd Edition). Wheaton, IL: Crossway Books. ISBN 978-1-58134-712-8[6]
- ——— (2013). Can you believe it's true?: Christian apologetics in a modern and postmodern era. Wheaton, IL: Crossway Books. ISBN 978-1-433-53900-8. OCLC 821025154
- ——— (2016). When there are no easy answers: thinking differently about god, suffering and evil, and ... evil. [S.l.]: Kregel Publications. ISBN 978-0-825-44412-8. OCLC 923650452
- ——— (2018). Light in a Dark Place: The Doctrine of Scripture. Wheaton, IL: Crossway Books. ISBN 978-1-4335-3927-5[7]

### Edição
- ———; Feinberg, Paul D., eds. (1981). Tradition and Testament: essays in honor of Charles Lee Feinberg. Chicago, IL: Moody Press. ISBN 978-0-802-42544-7. OCLC 7653379
- ———, ed. (1988). Continuity and Discontinuity: Perspectives on the Relationship Between the Old and New Testaments: Essays in Honor of S. Lewis Johnson, Jr. Wheaton, IL: Crossway Books. ISBN 0891074686

### Capítulos
- ——— (1986). «God Ordains All Things». In:  Basinger, David; Basinger, Randall. Predestination & Free Will: Four Views of Divine Sovereignty & Human Freedom. Col: Spectrum Multiview Book Series. Downers Grove, IL: Inter-Varsity Press. pp. 19–44. ISBN 978-0-877-84567-6 - plus his responses
- ——— (1988). «Systems of Discontinuity». In:  Feinberg, John S. Continuity and Discontinuity: Perspectives on the Relationship Between the Old and New Testaments: Essays in Honor of S. Lewis Johnson, Jr. Wheaton, IL: Crossway Books. ISBN 0891074686

### Artigos
- ——— (outono de 1989). «Review Article: Rationality, Objectivity, and Doing Theology: Review and Critique of Wentzel Van Huysteen's Theology and the Justification of Faith». Trinity Journal Ns. 10 (2): 161–184
- ——— (outono de 1993). «A Baby At Any Cost And By Any Means? The Morality Of In Vitro Fertilization And Frozen Embryos». Trinity Journal Ns. 14 (2): 143–173
- ——— (1986). «1 Peter 3:18-20, Ancient Mythology, and the Intermediate State». Westminster Theological Journal. 48 (2): 303–336

### Outras publicações
- Wellum, Stephen J.; Allison, Gregg R., eds. (2015). Building on the Foundations of Evangelical Theology. Wheaton, IL: Crossway Books. ISBN 978-1-433-53817-9